# سوزان کامینگز
سوزان کامینگز (انگلیسی: Susan Cummings؛ زادهٔ ۱۰ ژوئیهٔ ۱۹۳۰) هنرپیشه آلمانی-آمریکایی سینما و تلویزیون در دهه‌های ۱۹۵۰ و ۱۹۶۰ میلادی است.
از کارهایی که در آنها نقش داشته می‌توان به یک آمریکایی در پاریس، خدمت به انسان (منطقه نیمه‌روشن) و دود اسلحه اشاره کرد.